# 東比惠站

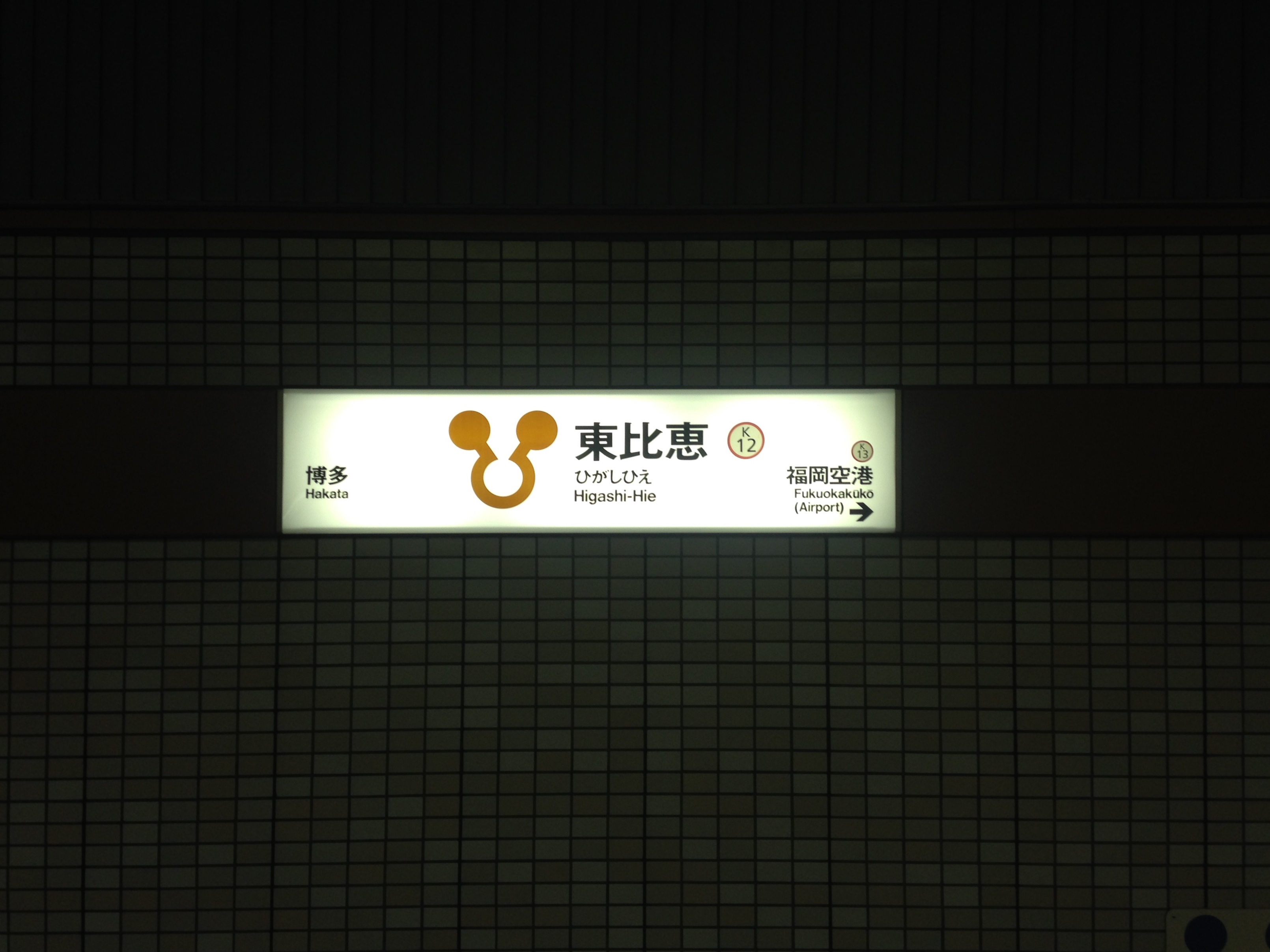
站名牌
（2015年（平成27年）6月13日）

東比惠站（日语：／ Higashi-Hie eki */?）是一個位於日本福岡縣福岡市博多區東比惠二丁目，屬於福岡市地下鐵機場線的鐵路車站。車站編號是K12。

## 歷史
- 1993年（平成5年）3月3日 - 開業。

## 車站構造
島式月台1面2線的地底車站。大堂位於地下1樓，月台位於地下2樓。出入口共7個。與地面的聯絡升阪機設於5號出入口、扶手電梯設於3號出入口。

### 月台配置
| 月台 | 路線   | 目的地                     |
| ---- | ------ | -------------------------- |
| 1    | 機場線 | 往福岡機場                 |
| 2    | 機場線 | 博多、天神、姪濱、唐津方向 |

## 利用狀況
2016年（平成28年）度1日平均上車人次為10,606人。
近年的1日平均上車人次推移如下表。
| 年度               | 1日平均 上車人次 |
| ------------------ | ---------------- |
| 2001年（平成13年） | 6,411            |
| 2002年（平成14年） | 6,254            |
| 2003年（平成15年） | 6,369            |
| 2004年（平成16年） | 6,348            |
| 2005年（平成17年） | 6,316            |
| 2006年（平成18年） | 6,873            |
| 2007年（平成19年） | 7,316            |
| 2008年（平成20年） | 7,629            |
| 2009年（平成21年） | 8,177            |
| 2010年（平成22年） | 8,267            |
| 2011年（平成23年） | 8,647            |
| 2012年（平成24年） | 8,827            |
| 2013年（平成25年） | 9,231            |
| 2014年（平成26年） | 9,533            |
| 2015年（平成27年） | 9,781            |
| 2016年（平成28年） | 10,606           |

## 相鄰車站
福岡市交通局（福岡市地下鐵）
 機場線
博多（K11）－東比惠（K12）－福岡機場（K13）

## 外部連結
- 福岡市地下鐵 東比惠站 （页面存档备份，存于）（日語）